# Theresa Bernstein-Meyerowitz
Theresa Ferber Bernstein-Meyerowitz (1 de março de 1890 – 13 de fevereiro de 2002) foi uma artista, pintora e escritora americana nascida na Polônia.

## Biografia
Theresa nasceu na Cracóvia, a única filha dos judeus, Isidore Bernstein e Anne Ferber, que emigraram para os Estados Unidos. Ela estudou com Harriet Sartain, Elliott Daingerfield, Henry Snell, Daniel Garber e outros na Philadelphia School of Design for Women.
Theresa graduou-se em 1911 com um prêmio de conquista geral (a faculdade recebeu um doutorado honorário em 1992). Depois de se matricular na Liga de Estudantes de Arte, na cidade de Nova Iorque, onde realizou aulas de retrato com William Merritt Chase, viajou pela segunda vez para a Europa com sua mãe, sua primeira viagem no exterior foi feita em 1905. Ela admirou o estilo de Robert Henri de descrever o drama cotidiano da cidade.
Em 1912, ela se instalou em Manhattan. Seu estúdio perto de Bryant Park e Times Square permitiu que ela pintasse uma seção transversal de nova-iorquinos. Ela também pintou portos, praias, peixes e ainda-vida. Ela e seu marido, William Meyerowitz, viveram por muitas décadas em um estúdio de estilo loft controlado por aluguel no 54 West 74th Street, no Upper West Side de Manhattan, a apenas um quarteirão de Central Park West.
Bernstein era membro da Associação Nacional da Mulheres Artistas e da Associação de Arte da Costa Norte. Seus trabalhos foram exibidos extensivamente com a Academia Nacional de Desenho e a Sociedade de Artistas Independentes (que ela co-fundou com John Sloan). Seu trabalho inclui o mural de óleo sobre tela intitulado The First Orchestra in America no escritório de correios de Manheim, Pensilvânia, encomendado pela Seção de Tesouraria de Belas Artes e completado em 1938.

## Marido e família
Seu marido era William Meyerowitz também era um artista. Após a morte de seu único filho na infância, o casal permaneceu sem filhos durante seu casamento. Bernstein e Meyerowitz estavam bastante perto de duas de suas sobrinhas que eram musicistas, Laura Nyro e Barbara Meyerowitz (também conhecida como Barbara DeAngelis). Nyro e DeAngelis foram apoiados em suas educações musicais por Bernstein e Meyerowitz. DeAngelis se formou na Juilliard School na década de 1940 e teve sucesso como compositora e professora de piano e voz em Nova Iorque e Nova Jersey. DeAngelis morou e ensinou piano e voz em Atlanta, Geórgia, desde março de 2010 até a morte de um acidente vascular cerebral em 2011. 

## Morte
Theresa morreu em 13 de fevereiro de 2002 no Mount Sinai Hospital em Manhattan, várias semanas antes do seu 112.º aniversário e vários anos depois de sofrer um acidente vascular cerebral. De acordo com um certificado original emitido pelo Conselho de Educação Pública do Primeiro Distrito Escolar da Pensilvânia (atualmente na posse do grande sobrinho de Bernstein, Keith Carlson), Bernstein se formou na Escola Primária William D. Kelley em junho de 1907.